# Fußball-Weltmeisterschaft 2002/Gruppe H
| Pl. | Land     | Sp. | S | U | N | Tore    | Diff. | Punkte |
| --- | -------- | --- | - | - | - | ------- | ----- | ------ |
| 1.  | Japan    | 3   | 2 | 1 | 0 | 005:200 | +3    | 07     |
| 2.  | Belgien  | 3   | 1 | 2 | 0 | 006:500 | +1    | 05     |
| 3.  | Russland | 3   | 1 | 0 | 2 | 004:400 | ±0    | 03     |
| 4.  | Tunesien | 3   | 0 | 1 | 2 | 001:500 | −4    | 01     |

Gruppe H der Fußball-Weltmeisterschaft 2002:

## Japan – Belgien 2:2 (0:0)
| Japan                                                  | Japan | Belgien | Belgien |
| ------------------------------------------------------ | --- | --- | ------- |
| Japan                                                  | \| 1. Spieltag \| \| 4. Juni 2002 um 18:00 Uhr in Saitama (Saitama Stadion) \| \| Zuschauer: 55.256 \| \| Schiedsrichter: William Mattus ( Costa Rica) \| \| Spielbericht \| | \| 1. Spieltag \| \| 4. Juni 2002 um 18:00 Uhr in Saitama (Saitama Stadion) \| \| Zuschauer: 55.256 \| \| Schiedsrichter: William Mattus ( Costa Rica) \| \| Spielbericht \|                                                                          | Belgien |
| Japan                                                  | Seigō Narazaki – Naoki Matsuda, Ryūzō Morioka (71. Tsuneyasu Miyamoto), Kōji Nakata – Daisuke Ichikawa, Kazuyuki Toda, Junichi Inamoto, Shinji Ono (64. Alessandro dos Santos) – Hidetoshi Nakata – Takayuki Suzuki (68. Hiroaki Morishima), Atsushi Yanagisawa Cheftrainer: Philippe Troussier ( Frankreich) | Geert de Vlieger – Jacky Peeters, Daniel Van Buyten, Eric van Meir, Peter van der Heyden – Gert Verheyen (83. Branko Strupar), Timmy Simons, Yves Vanderhaeghe, Bart Goor – Johan Walem (68. Wesley Sonck) – Marc Wilmots Cheftrainer: Robert Waseige | Belgien |
| Japan                                                  | 1:1 Suzuki (59.) 2:1 Inamoto (67.) | 0:1 Wilmots (57.) 2:2 van der Heyden (75.) | Belgien |
| Japan                                                  | Toda (31.), Inamoto (54.) | van der Heyden (21.), Verheyen (62.), van Meir (82.) | Belgien |
| Japan                                                  | Spieler des Spiels: Junichi Inamoto (Japan) | | Belgien |
| 1. Spieltag                                            | | |         |
| 4. Juni 2002 um 18:00 Uhr in Saitama (Saitama Stadion) | | |         |
| Zuschauer: 55.256                                      | | |         |
| Schiedsrichter: William Mattus ( Costa Rica)           | | |         |
| Spielbericht                                           | | |         |

## Russland – Tunesien 2:0 (0:0)
| Russland                                              | Russland | Tunesien | Tunesien |
| ----------------------------------------------------- | --- | --- | -------- |
| Russland                                              | \| 1. Spieltag \| \| 5. Juni 2002 um 15:30 Uhr in Kōbe (Kobe Wing Stadium) \| \| Zuschauer: 30.957 \| \| Schiedsrichter: Peter Prendergast ( Jamaika) \| \| Spielbericht \| | \| 1. Spieltag \| \| 5. Juni 2002 um 15:30 Uhr in Kōbe (Kobe Wing Stadium) \| \| Zuschauer: 30.957 \| \| Schiedsrichter: Peter Prendergast ( Jamaika) \| \| Spielbericht \|                                                                                  | Tunesien |
| Russland                                              | Ruslan Nigmatullin – Wiktor Onopko – Andrei Solomatin, Juri Nikiforow, Juri Kowtun – Waleri Karpin, Jegor Titow, Marat Ismailow (78. Dmitri Alenitschew), Igor Semschow (46. Dmitri Chochlow) – Wladimir Bestschastnych (55. Dmitri Sytschow), Ruslan Pimenow Cheftrainer: Oleg Romanzew | Ali Boumnijel – Hatem Trabelsi, Radhi Jaïdi, Mohamed Mkacher, Raouf Bouzaiene – Hassen Gabsi (67. Zoubaier Baya), Riadh Bouazizi, Selim Benachour, Khaled Badra (84. Ali Zitouni) – Adel Sellimi (67. Imed Mhadhebi), Ziad Jaziri Cheftrainer: Ammar Souayah | Tunesien |
| Russland                                              | 1:0 Titow (59.) 2:0 Karpin (64., Elfmeter) | | Tunesien |
| Russland                                              | Semschow (27.), Alenitschew (88.) | Gabsi (50.), Jaziri (75.) | Tunesien |
| Russland                                              | Spieler des Spiels: Juri Nikiforow (Russland) | | Tunesien |
| 1. Spieltag                                           | | |          |
| 5. Juni 2002 um 15:30 Uhr in Kōbe (Kobe Wing Stadium) | | |          |
| Zuschauer: 30.957                                     | | |          |
| Schiedsrichter: Peter Prendergast ( Jamaika)          | | |          |
| Spielbericht                                          | | |          |

## Japan – Russland 1:0 (0:0)
| Japan                                                                  | Japan | Russland | Russland |
| ---------------------------------------------------------------------- | --- | --- | -------- |
| Japan                                                                  | \| 2. Spieltag \| \| 9. Juni 2002 um 20:30 Uhr in Yokohama (International Stadium Yokohama) \| \| Zuschauer: 66.108 \| \| Schiedsrichter: Markus Merk ( Deutschland) \| \| Spielbericht \| | \| 2. Spieltag \| \| 9. Juni 2002 um 20:30 Uhr in Yokohama (International Stadium Yokohama) \| \| Zuschauer: 66.108 \| \| Schiedsrichter: Markus Merk ( Deutschland) \| \| Spielbericht \|                                                                                            | Russland |
| Japan                                                                  | Seigō Narazaki – Naoki Matsuda, Tsuneyasu Miyamoto , Kōji Nakata – Tomokazu Myōjin, Kazuyuki Toda, Junichi Inamoto (85. Takashi Fukunishi), Shinji Ono (75. Toshihiro Hattori) – Hidetoshi Nakata – Takayuki Suzuki (72. Masashi Nakayama), Atsushi Yanagisawa Cheftrainer: Philippe Troussier ( Frankreich) | Ruslan Nigmatullin – Wiktor Onopko – Andrei Solomatin, Juri Nikiforow, Juri Kowtun – Waleri Karpin, Alexei Smertin (57. Wladimir Bestschastnych), Jegor Titow, Igor Semschow – Marat Ismailow (52. Dmitri Chochlow) – Ruslan Pimenow (46. Dmitri Sytschow) Cheftrainer: Oleg Romanzew | Russland |
| Japan                                                                  | 1:0 Inamoto (51.) | | Russland |
| Japan                                                                  | Miyamoto (15.), Nakata (42.), Nakayama (90.+1') | Pimenow (13.), Solomatin (38.), Chochlow (60.) | Russland |
| Japan                                                                  | Spieler des Spiels: Junichi Inamoto (Japan) | | Russland |
| 2. Spieltag                                                            | | |          |
| 9. Juni 2002 um 20:30 Uhr in Yokohama (International Stadium Yokohama) | | |          |
| Zuschauer: 66.108                                                      | | |          |
| Schiedsrichter: Markus Merk ( Deutschland)                             | | |          |
| Spielbericht                                                           | | |          |

## Tunesien – Belgien 1:1 (1:1)
| Tunesien                                          | Tunesien | Belgien | Belgien |
| ------------------------------------------------- | --- | --- | ------- |
| Tunesien                                          | \| 2. Spieltag \| \| 10. Juni 2002 um 18:00 Uhr in Ōita (Ōita Stadium) \| \| Zuschauer: 39.700 \| \| Schiedsrichter: Mark Shield ( Australien) \| \| Spielbericht \|                                                                                         | \| 2. Spieltag \| \| 10. Juni 2002 um 18:00 Uhr in Ōita (Ōita Stadium) \| \| Zuschauer: 39.700 \| \| Schiedsrichter: Mark Shield ( Australien) \| \| Spielbericht \| | Belgien |
| Tunesien                                          | Ali Boumnijel – Hatem Trabelsi, Radhi Jaïdi, Khaled Badra , Raouf Bouzaiene – Hassen Gabsi (67. Adel Sellimi), Riadh Bouazizi, Kaies Ghodhbane, Selim Benachour, Mourad Melki (88. Zoubaier Baya) – Ziad Jaziri (77. Ali Zitouni) Cheftrainer: Ammar Souayah | Geert de Vlieger – Eric Deflandre, Glen de Boeck, Daniel Van Buyten, Peter van der Heyden – Gert Verheyen (46. Sven Vermant), Yves Vanderhaeghe, Timmy Simons (74. Mbo Mpenza), Bart Goor – Marc Wilmots , Branko Strupar (46. Wesley Sonck) Cheftrainer: Robert Waseige | Belgien |
| Tunesien                                          | 1:1 Bouzaiene (17.) | 0:1 Wilmots (13.) | Belgien |
| Tunesien                                          | Gabsi (22.), Ghodhbane (43.), Trabelsi (68.), Melki (69.) | Van Buyten (40.) | Belgien |
| Tunesien                                          | Spieler des Spiels: Raouf Bouzaiene (Tunesien) | | Belgien |
| 2. Spieltag                                       | | |         |
| 10. Juni 2002 um 18:00 Uhr in Ōita (Ōita Stadium) | | |         |
| Zuschauer: 39.700                                 | | |         |
| Schiedsrichter: Mark Shield ( Australien)         | | |         |
| Spielbericht                                      | | |         |

## Tunesien – Japan 0:2 (0:0)
| Tunesien                                            | Tunesien | Japan | Japan |
| --------------------------------------------------- | --- | --- | ----- |
| Tunesien                                            | \| 3. Spieltag \| \| 14. Juni 2002 um 15:30 Uhr in Osaka (Nagai-Stadion) \| \| Zuschauer: 45.213 \| \| Schiedsrichter: Gilles Veissière ( Frankreich) \| \| Spielbericht \|                                                                                   | \| 3. Spieltag \| \| 14. Juni 2002 um 15:30 Uhr in Osaka (Nagai-Stadion) \| \| Zuschauer: 45.213 \| \| Schiedsrichter: Gilles Veissière ( Frankreich) \| \| Spielbericht \| | Japan |
| Tunesien                                            | Ali Boumnijel – Hatem Trabelsi, Radhi Jaïdi, Khaled Badra , Raouf Bouzaiene (78. Ali Zitouni) – Mourad Melki (46. Zoubaier Baya), Riadh Bouazizi, Kaies Ghodhbane, Selim Benachour, José Clayton (61. Imed Mhadhebi) – Ziad Jaziri Cheftrainer: Ammar Souayah | Seigō Narazaki – Naoki Matsuda, Tsuneyasu Miyamoto , Kōji Nakata – Tomokazu Myōjin, Kazuyuki Toda, Junichi Inamoto (46. Hiroaki Morishima), Shinji Ono – Hidetoshi Nakata (84. Mitsuo Ogasawara) – Takayuki Suzuki, Atsushi Yanagisawa (46. Daisuke Ichikawa) Cheftrainer: Philippe Troussier ( Frankreich) | Japan |
| Tunesien                                            | 0:1 Morishima (48.) 0:2 H. Nakata (75.) | | Japan |
| Tunesien                                            | Bouazizi (21.), Badra (81.) | | Japan |
| Tunesien                                            | Spieler des Spiels: Hidetoshi Nakata (Japan) | | Japan |
| 3. Spieltag                                         | | |       |
| 14. Juni 2002 um 15:30 Uhr in Osaka (Nagai-Stadion) | | |       |
| Zuschauer: 45.213                                   | | |       |
| Schiedsrichter: Gilles Veissière ( Frankreich)      | | |       |
| Spielbericht                                        | | |       |

## Belgien – Russland 3:2 (1:0)
| Belgien                                                        | Belgien | Russland | Russland |
| -------------------------------------------------------------- | --- | --- | -------- |
| Belgien                                                        | \| 3. Spieltag \| \| 14. Juni 2002 um 15:30 Uhr in Fukuroi (Shizuoka-Ecopa-Stadion) \| \| Zuschauer: 46.640 \| \| Schiedsrichter: Kim Milton Nielsen ( Dänemark) \| \| Spielbericht \|                                                                                 | \| 3. Spieltag \| \| 14. Juni 2002 um 15:30 Uhr in Fukuroi (Shizuoka-Ecopa-Stadion) \| \| Zuschauer: 46.640 \| \| Schiedsrichter: Kim Milton Nielsen ( Dänemark) \| \| Spielbericht \| | Russland |
| Belgien                                                        | Geert de Vlieger – Jacky Peeters, Daniel Van Buyten, Glen de Boeck (90.+2 Eric van Meir), Nico van Kerckhoven – Gert Verheyen (78. Timmy Simons), Yves Vanderhaeghe, Johan Walem, Bart Goor – Marc Wilmots , Mbo Mpenza (70. Wesley Sonck) Cheftrainer: Robert Waseige | Ruslan Nigmatullin – Wiktor Onopko – Andrei Solomatin, Juri Nikiforow (43. Dmitri Sennikow), Juri Kowtun – Waleri Karpin (82. Alexander Kerschakow), Alexei Smertin (34. Dmitri Sytschow), Dmitri Chochlow, Dmitri Alenitschew – Jegor Titow – Wladimir Bestschastnych Cheftrainer: Oleg Romanzew | Russland |
| Belgien                                                        | 1:0 Walem (7.) 2:1 Sonck (70.) 3:1 Wilmots (82.) | 1:1 Bestschastnych (52.) 3:2 Sytschow (88.) | Russland |
| Belgien                                                        | Vanderhaeghe (39.) | Solomatin (12.), Smertin (14.), Alenitschew (64.), Sennikow (84.) | Russland |
| Belgien                                                        | Spieler des Spiels: Marc Wilmots (Belgien) | | Russland |
| 3. Spieltag                                                    | | |          |
| 14. Juni 2002 um 15:30 Uhr in Fukuroi (Shizuoka-Ecopa-Stadion) | | |          |
| Zuschauer: 46.640                                              | | |          |
| Schiedsrichter: Kim Milton Nielsen ( Dänemark)                 | | |          |
| Spielbericht                                                   | | |          |